# Episodi di 8 sotto un tetto (sesta stagione)
La sesta stagione della serie televisiva 8 sotto un tetto è andata in onda originariamente negli Stati Uniti d'America sul canale ABC dal 23 settembre 1994 al 19 maggio 1995.
In Italia è stato trasmesso dal 16 giugno al 15 luglio 1997 su Canale 5.
| nº | Titolo originale                | Titolo italiano                | Prima TV USA      | Prima TV Italia |
| -- | ------------------------------- | ------------------------------ | ----------------- | --------------- |
| 1  | To Be or Not to Be (1)          | Essere o non essere - 1ª parte | 23 settembre 1994 | 16 giugno 1997  |
| 2  | To Be or Not to Be (2)          | Essere o non essere - 2ª parte | 30 settembre 1994 | 16 giugno 1997  |
| 3  | Till Death Do Us Apartment      | Vita da scapoli                | 7 ottobre 1994    | 17 giugno 1997  |
| 4  | The Looney Bin                  | Chiusi nel rifugio             | 14 ottobre 1994   | 18 giugno 1997  |
| 5  | Beta Chi Guy                    | La scelta giusta               | 21 ottobre 1994   | 19 giugno 1997  |
| 6  | A Dark and Stormy Night         | Festa di Halloween             | 28 ottobre 1994   | 20 giugno 1997  |
| 7  | Par for the Course              | Il capitano                    | 4 novembre 1994   | 23 giugno 1997  |
| 8  | Sink or Swim                    | Lezioni di nuoto               | 11 novembre 1994  | 24 giugno 1997  |
| 9  | Paradise Bluff                  | Il dirupo del paradiso         | 18 novembre 1994  | 25 giugno 1997  |
| 10 | Flying Blind                    | Atterraggio d'emergenza        | 25 novembre 1994  | 26 giugno 1997  |
| 11 | Miracle on Elm Street           | Miracolo ad Elm Street         | 16 dicembre 1994  | 30 giugno 1997  |
| 12 | Midterm Crisis                  | La mancata promozione          | 6 gennaio 1995    | 1º luglio 1997  |
| 13 | An Unlikely Match               | Un dono per la vita            | 20 gennaio 1995   | 2 luglio 1997   |
| 14 | The Substitute Son              | Occhio per occhio              | 3 febbraio 1995   | 3 luglio 1997   |
| 15 | The Gun                         | Tempi duri                     | 10 febbraio 1995  | 4 luglio 1997   |
| 16 | Wedding Bell Blues              | Campane nuziali                | 17 febbraio 1995  | 5 luglio 1997   |
| 17 | Ain't Nothin' But an Urkel      | Trasformazioni a sorpresa      | 24 febbraio 1995  | 7 luglio 1997   |
| 18 | My Uncle, the Hero              | Colpo di scena                 | 3 marzo 1995      | 8 luglio 1997   |
| 19 | My Bodyguard                    | La guardia del corpo           | 17 marzo 1995     | 9 luglio 1997   |
| 20 | Cheers Looking at You, Kid      | L'ombra di Laura               | 24 marzo 1995     | 27 giugno 1997  |
| 21 | What's Up, Doc?                 | Steve sotto accusa             | 31 marzo 1995     | 10 luglio 1997  |
| 22 | We're Going to Disney World (1) | La metamorfosi - 1ª parte      | 28 aprile 1995    | 11 luglio 1997  |
| 23 | We're Going to Disney World (2) | La metamorfosi - 2ª parte      | 5 maggio 1995     | 12 luglio 1997  |
| 24 | They Shoot Urkels, Don't They?  | La maratona di ballo           | 12 maggio 1995    | 14 luglio 1997  |
| 25 | Home Sweet Home                 | Casa dolce casa                | 19 maggio 1995    | 15 luglio 1997  |